# 浅野運河
浅野運河（あさのうんが）は、神奈川県川崎市川崎区に存在する運河。京浜工業地帯である川崎区南側の埋立地を通っている。

## 地理

### 隣接している区画・運河

#### 区画
- 浅野町
- 扇町

#### 運河
- 南渡田運河
- 池上運河
- 水江運河
- 桜堀運河

## 運河データ
- 起点:水江運河・池上運河・桜堀運河との合流点
- 終点:扇橋（神奈川県道101号が通過。扇町と浅野町を結ぶ）
- 長さ:650メートル[1]
- 幅:90メートル[1]
- 水深:2～6メートル[1]

この水域は運河であると同時に、「浅野運河泊地」という名称もついている。

## 命名由来
隣接する区画「浅野町」に由来する。